# Holm (pierwiastek)
Holm (Ho, łac. holmium) – pierwiastek chemiczny z grupy lantanowców w układzie okresowym. Nazwa pochodzi od zlatynizowanej nazwy stolicy Szwecji – Sztokholmu (Holmia), nadał ją jeden z odkrywców holmu – szwedzki uczony Per Teodor Cleve. Pierwiastek ten został niezależnie odkryty przez Cleve’a i wspólnie przez Marca Delafontaine’a i Jacques’a Louisa Soreta w 1878 r. Cleve wyodrębnił ten pierwiastek pracując nad oczyszczaniem tlenku erbu, zaś Delafontaine i Soret wykryli go metodami spektroskopowymi.

## Otrzymywanie
Uzyskuje się go jako produkt uboczny podczas przerobu rud lantanowców, zwłaszcza monacytu i bastnazytu. Związki otrzymane z rudy rozdziela się i przeprowadza w halogenki. Metaliczny holm można otrzymać przez redukcję fluorku lub chlorku holmu aktywnym metalem, np. wapniem:
3Ca + 2HoF
3 → 2Ho + 3CaF
2

## Właściwości
Jest srebrzystym, błyszczącym metalem. Jest dość miękki – podobnie jak ołów; można go rozklepywać lub rozwalcowywać na bardzo cienką blachę. W normalnych warunkach jest dość trwały, w wysokiej temperaturze i wilgotnym powietrzu pokrywa się jednak matową, żółtawą warstewką tlenku Ho
2O
3.
Jest paramagnetykiem, jego masowa podatność magnetyczna wynosi 5490×10−9 m³ kg−1.

## Zastosowanie
Holm ma niewiele zastosowań praktycznych, wykazuje jednak interesujące właściwości magnetyczne i można go stosować w elektromagnesach nadprzewodzących.

## Historia
Odkrycie w połowie XIX wieku niektórych pierwiastków ziem rzadkich skłoniło chemików do korzystania z tych samych metod i pomysłów do poszukiwania dalszych przedstawicieli tej rodziny pierwiastków. Na przykład Carl Gustaf Mosander wykazał, że rzekomo czyste próbki tlenku ceru są w rzeczywistości zanieczyszczone tlenkiem nowego pierwiastka, lantanu. Stosując analogiczne rozumowanie, udowodnił, że tlenek itru można rozdzielić na tlenki dwóch nowych pierwiastków, erbu i terbu. Zrozumiałe więc, że Per Cleve zbadał raz jeszcze czyste próbki tlenków pierwiastków ziem rzadkich.
Zostało to uwieńczone sukcesem w 1879 roku, gdy Cleve stosując ogłoszoną rok wcześniej procedurę Maignaca, wydzielił z próbki tlenku erbu tlenki iterbu i skandu. W wyniku analizy dalszej próbki, oprócz czystego różowego tlenku erbu, otrzymał osady: brunatny i zielonkawy, którym nadał nazwy odpowiednio holmia i thulia. Były to tlenki nowych pierwiastków: holmu i tulu.
Jacques-Louis Soret i Marc Delafontaine przeprowadzili rok wcześniej spektroskopową analizę tlenku erbu i zaobserwowali pasma absorpcyjne pierwiastka X. Nie przedstawili jednak danych potwierdzających istnienie tego pierwiastka do chwili, gdy Cleve ogłosił odkrycie holmu, zawartego w jego tlenku.
Chemicznie czysty tlenek holmu otrzymano dopiero w 1911 roku, a czysty holm – jeszcze później.

## Izotopy
| Izotop  | Występowanie naturalne | T1/2     | Sposób rozpadu |
| ------- | ---------------------- | -------- | -------------- |
| 140Ho   |                        | 6 ms     |                |
| 140mHo  |                        | 8 μs     |                |
| 141Ho   |                        | 4,2 ms   | β+             |
| 142Ho   |                        | 0,4 s    | w.e., β+       |
| 143Ho   |                        | >0,2 μs  |                |
| 144Ho   |                        | 0,7 s    | β+, w.e.       |
| 145Ho   |                        | 2,4 s    | β+             |
| 146Ho   |                        | 3,3 s    | β+, w.e.       |
| 147Ho   |                        | 3,3 s    | β+, w.e.       |
| 148mHo  |                        | 9 s      | β+, w.e.       |
| 148Ho   |                        | 9 s      | β+, w.e.       |
| 149mHo  |                        | 21 s     | β+, w.e.       |
| 149Ho   |                        | >30 s    | β+, w.e.       |
| 150mHo  |                        | 25 s     | β+, w.e.       |
| 150Ho   |                        | 1,3 min  | β+, w.e.       |
| 151mHo  |                        | 47 s     | β+, w.e.       |
| 151Ho   |                        | 35,2 s   | β+, w.e.       |
| 152mHo  |                        | 50 s     | β+, w.e.       |
| 152Ho   |                        | 2,4 min  | β+, w.e., α    |
| 153mHo  |                        | 9,3 min  | β+, w.e., α    |
| 153Ho   |                        | 2 min    | β+, w.e., α    |
| 154mHo  |                        | 3,3 min  | β+, w.e.       |
| 154Ho   |                        | 12 min   | β+, w.e.       |
| 155Ho   |                        | 48 min   | β+, w.e.       |
| 156mHo  |                        | 5,8 min  | p.i., β+, w.e. |
| 156Ho   |                        | 56 min   | β+, w.e.       |
| 157Ho   |                        | 12,6 min | β+, w.e.       |
| 158m2Ho |                        | 28 min   | p.i., w.e.     |
| 158m1Ho |                        | 21 min   | β+, w.e.       |
| 158Ho   |                        | 11,3 min | β+, w.e.       |
| 159mHo  |                        | 8,3 s    | p.i.           |
| 159Ho   |                        | 33 min   | w.e.           |
| 160m2Ho |                        | 3 s      |                |
| 160mHo  |                        | 5,0 h    | p.i., w.e.     |
| 160Ho   |                        | 25,6 min | β+, w.e.       |
| 161mHo  |                        | 6,8 s    | p.i.           |
| 161Ho   |                        | 2,48 h   | w.e.           |
| 162mHo  |                        | 1,12 h   | p.i., w.e.     |
| 162Ho   |                        | 15 min   | β+, w.e.       |
| 163mHo  |                        | 1,1 s    | p.i.           |
| 163Ho   |                        | 4570 lat | w.e.           |
| 164mHo  |                        | 38 min   | w.e., p.i.     |
| 164Ho   |                        | 29 min   | w.e., β-       |
| 165Ho   | 100%                   | stabilny | –              |
| 166mHo  |                        | 1200 lat | β-             |
| 166Ho   |                        | 26,83 h  | β-             |
| 167Ho   |                        | 3,1 h    | β-             |
| 168mHo  |                        | 2,2 min  | p.i.           |
| 168Ho   |                        | 3 min    | β-             |
| 169Ho   |                        | 4,7 min  | β-             |
| 170mHo  |                        | 43 s     | β-             |
| 170mHo  |                        | 43 min   | β-             |
| 170Ho   |                        | 2,8 min  | β-             |
| 171Ho   |                        | 53 s     | β-             |
| 172Ho   |                        | 25 s     | β-             |
| 173Ho   |                        |          |                |
| 174Ho   |                        |          |                |
| 175Ho   |                        |          |                |

1. ↑  Przemiana izomeryczna.

## Występowanie
Holm występuje w skorupie ziemskiej w ilości 1,3 ppm. Minerałami zawierającymi holm są monacyt, gadolinit, ksenotym, euksenit, fergusonit i bastnazyt. Występuje w nich w niewielkich ilościach, np. w monacycie jest go 0,05%.